# Fernmeldeturm Wuppertal-Küllenhahn
Der Fernmeldeturm Wuppertal-Küllenhahn (auch als Fernmeldeturm Rigi-Kulm bekannt) ist einer der ältesten Fernmeldetürme aus Stahlbeton in Deutschland. Der Turm steht auf den Südhöhen Wuppertals im Ortsteil Küllenhahn auf 330 Meter über Normalnull. Betrieben wird er von der Deutsche Funkturm GmbH.

## Das Bauwerk

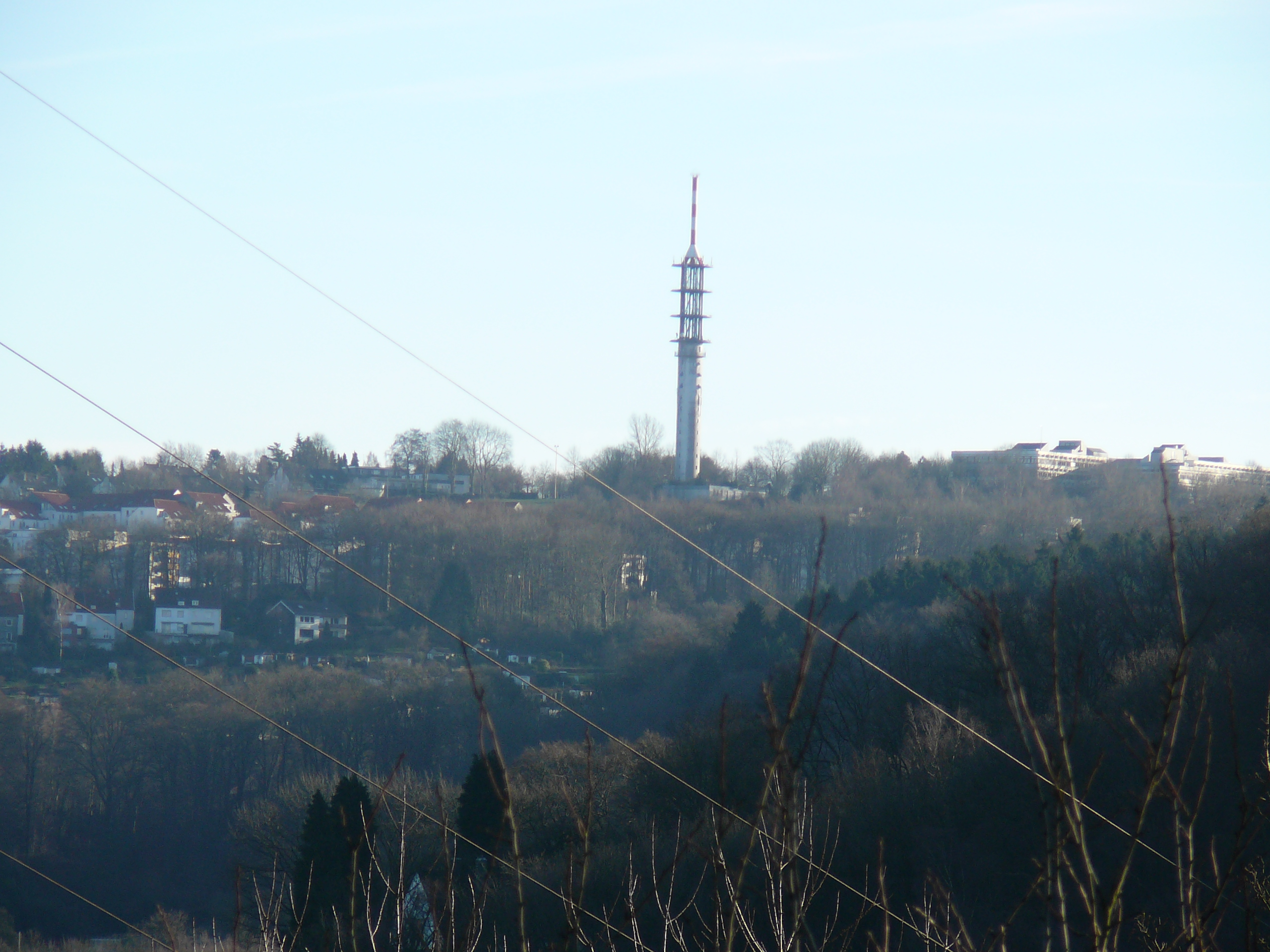
Gesehen vom Nützenberg aus

Der Fernmeldeturm Wuppertal-Küllenhahn ist ein 1956 von der Deutschen Bundespost errichteter elfgeschossiger Stahlbetonturm (Typenturm) mit einer Gesamthöhe von 98,5 Metern. Die unterste seiner vier Antennenplattformen ist in einer Höhe von 41 Meter, die oberste in einer Höhe von 67 Metern. Er ersetzte einen 35 Meter hohen provisorischen Gittermastturm an gleicher Stelle.
Erste Probebohrungen zur Untersuchung des Untergrunds erfolgten im Januar 1956, Baubeginn war der April 1956. Er wurde primär für die FREDA-Richtfunkgeräte (Frequenzmodulierte Dezimeterwellen-Anlage) der Fernseh-Übertragungsstrecke Hamburg–Köln der beiden Rundfunkanstalten NDR und WDR (bis 1955/56 NWDR) gebaut. Daneben erweiterte er das Fernsprech-Richtfunknetz um 60 weitere Sprechkreise und war Station im Autotelefon-A-Netz des öffentlichen beweglichen Landfunkdienstes (öbL) der Bundespost.
Der Fernmeldeturm Wuppertal-Küllenhahn dient zur Verbreitung von Fernsehprogrammen (bis zur Umstellung auf DVB-T wurde ZDF auf Kanal 22 mit 100 kW ERP und das WDR-Fernsehen auf Kanal 42 mit 85 kW ERP ausgestrahlt), dem Richtfunk, dem Mobilfunk (D1-Station CIs F23C/F23D/F23F (hex) bzw. 62012/62013/62015 (dez)) und als Amateurfunkrelais (FM-Amateurfunkrelais DB0CA im 70-cm-Band). Er erreicht u. a. ganz Wuppertal mit seiner anspruchsvollen Topografie in Tallage.
Bis Ende des 20. Jahrhunderts stand neben dem Turm noch ein abgespannter Stahlfachwerkmast.

## Rigi-Kulm
Der Name Rigi-Kulm geht auf ein ehemals beliebtes Ausflugslokal zurück, das seit 1910 in Familienbesitz war. Das Ausflugslokal entstand dort, wo man eine gute Aussicht auf das Tal der Wupper hatte. Die Namensgebung ging auf den Gründer des Familienunternehmens zurück, Wilhelm Gietenbruch. Dieser schickte seine Tochter Helene 1913 in die Schweiz an den Vierwaldstättersee, wo sie lernen sollte, wie man ein Hotel führt. Von ihrem Aufenthalt brachte die junge Frau auch den künftigen Namen des Lokals mit: Rigi-Kulm, ein Aussichtsberg, der für sein Panorama bekannt ist. Am 29. September 2013 wurde das Restaurant geschlossen und das Gebäude 2015 abgerissen.

## Frequenzen und Programme

### Analoger Hörfunk (UKW)
| Frequenz (MHz) | Programm        | RDS PS   | RDS PI | Regionalisierung | ERP (kW) | Antennendiagramm rund (ND)/gerichtet (D) | Polarisation horizontal (H)/vertikal (V) |
| -------------- | --------------- | -------- | ------ | ---------------- | -------- | ---------------------------------------- | ---------------------------------------- |
| 91,0           | Deutschlandfunk | __DLF___ | D210   | –                | 0,25     | D (160°–230°, 300°–350°)                 | H                                        |

### Digitales Fernsehen

#### DVB-T2
Mit dem Start der ersten Ausbaustufe von DVB-T2 HD am 31. Mai 2016 wurde von diesem Senderstandort zusätzlich zum alten DVB-T-Standard auf Kanal 43 ein erstes Programmangebot (Das Erste HD, Pro Sieben HD, Sat 1 HD, RTL HD, Vox HD und das ZDF HD) nach dem neuen Standard ausgestrahlt.
Seit dem Start des Regelbetriebes von DVB-T2 HD am 29. März 2017 wird über den Sender ein vielfältiges digitales Programmangebot über die Kanäle 29, 35, 40, 43, 46 und 48 ausgestrahlt.

#### DVB-T
Bis zur Umstellung auf DVB-T2 HD am 29. März 2017 wurden folgende Programme nach dem alten DVB-T-Standard gesendet:
| Kanal | Frequenz (MHz) | Multiplex          | Programme im Multiplex | ERP (kW) | Antennendiagramm rund (ND)/ gerichtet (D) | Polarisation horizontal (H)/ vertikal (V) | Modulations- verfahren | FEC | Guard- intervall | Bitrate (MBit/s) | Gleichwellen- netz (SFN) |
| ----- | -------------- | ------------------ | --- | -------- | ----------------------------------------- | ----------------------------------------- | ---------------------- | --- | ---------------- | ---------------- | ------------------------ |
| E22   | 482            | ARD regional (WDR) | - WDR Fernsehen (Bergisches Land) - MDR Fernsehen (Sachsen-Anhalt) - NDR Fernsehen (Niedersachsen) - SWR Fernsehen Rheinland-Pfalz | 20       | ND                                        | H                                         | 16-QAM                 | 2/3 | 1/8              | 14,75            | ?                        |
| E35   | 586            | ZDFmobil           | - ZDF - 3sat - KiKA (06–21 Uhr) / ZDFneo (21–06 Uhr) - ZDFinfo                                                                     | 20       | ND                                        | H                                         | 16-QAM                 | 2/3 | 1/4              | 13,27            | ?                        |
| E48   | 690            | ARD Digital (WDR)  | - Das Erste - ARTE - Phoenix - One                                                                                                 | 20       | ND                                        | H                                         | 16-QAM                 | 2/3 | 1/4              | 13,27            | ?                        |

### Analoges Fernsehen
Bis zur Umstellung auf DVB-T wurden folgende Programme in analogem PAL gesendet:
| Kanal | Frequenz (MHz) | Programm                  | ERP (kW) | Sendediagramm rund (ND)/ gerichtet (D) | Polarisation horizontal (H)/ vertikal (V) |
| ----- | -------------- | ------------------------- | -------- | -------------------------------------- | ----------------------------------------- |
| 22    | 479,25         | ZDF                       | 100      | D                                      | H                                         |
| 42    | 639,25         | WDR Fernsehen (Wuppertal) | 85       | D                                      | H                                         |